# Ascendance thermique

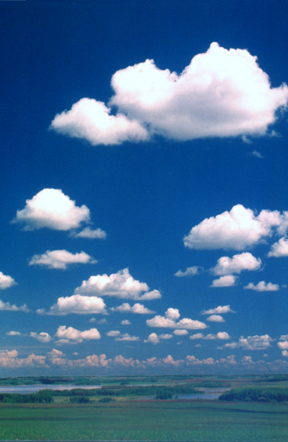
Ciel pavé de cumulus.

L’ascendance thermique, ou bulle de convection, est le mouvement vertical de l'air causé par la poussée d'Archimède due à la différence de température entre l'environnement et une parcelle d'air. En été, les ascendances thermiques sont provoquées par un échauffement important du sol par le soleil qui est pratiquement à la verticale tandis que pendant la saison froide, les ascendances thermiques peuvent être provoquées par l'advection d'une masse froide au-dessus d'un sol encore relativement chaud. 
Ces ascendances sont très prisées par les oiseaux, mais aussi par les humains à bord d'aéronefs sans moteur (vol à voile, parapente, deltaplane…) pour gagner de l'altitude et sont présentes à peu près partout. Par beau temps, un après-midi de printemps ou d'été, le ciel se remplit souvent de nuages cotonneux appelés cumulus de beau temps dont la formation indique l'emplacement de ces thermiques. Cependant, ces ascendances peuvent aussi donner des vitesses ascensionnelles très grandes, lorsque l'air est très instable, qui sont associées à la formation de nuages d'orage très dangereux.

## Principe
Pour un article plus général, voir Convection atmosphérique.

Ascendance thermique.

Une ascendance thermique se produit quand la température d'une parcelle d'air à un niveau donné est plus chaude que l'environnement et doit monter selon la poussée d'Archimède. Cela peut se produire par un réchauffement du sol par le Soleil, par un refroidissement des niveaux moyens ou par un réchauffement différentiel du sol entre deux zones. Plus la différence de température est importante, plus la probabilité de trouver un thermique sera forte. Une ascendance thermique a en général une vitesse verticale de plusieurs mètres par seconde et peut donc être utilisée par les oiseaux, les planeurs et autres aéronefs. 
Ainsi en montagne dans l’hémisphère nord, les falaises tournées à l'ouest ou au sud sont de bonnes sources de thermiques car directement opposées au Soleil tandis les forêts tournées au nord sont des sources de descendances. En effet, d'une part ces arbres reçoivent peu d'énergie solaire et d'autre part ils utilisent cette énergie pour leur croissance et pour transpirer de la vapeur d'eau. En été, les étendues d'eau sont aussi des sources de descendances car plus froides que le sol environnant. À contrario, un stationnement d'hypermarché est une excellente source de thermiques car le sol et les voitures absorbent énormément d'énergie et donc réchauffent la couche d'air près du sol. Les villes où les habitants utilisent des climatiseurs sont aussi de bonnes sources de thermiques car une pompe à chaleur chauffe l’extérieur de la maison et donc engendre des ascendances.

### Déclenchement des ascendances
Les ascendances thermiques sont le plus souvent dues au réchauffement diurne. Par une nuit claire, le sol se refroidit par rayonnement et devient plus froid que l'air environnant le surplombant. En fin de nuit, se produit une inversion de température et il n'y a alors absolument aucune ascendance thermique. En milieu de matinée, le sol se réchauffe et finalement sa température devient supérieure à celle de l'air environnant. Le processus convectif commence alors.
Par contre, si une masse d'air froide envahit une région où le sol est plus chaud (ex. : passage d'un front froid ou masse d'air arctique passant sur un lac non gelé), il se crée le même genre de différence de température entre le sol et l'altitude. Ceci peut se produire à n'importe quel moment de la journée ou de la nuit.

### Bulles de convection
Les ascendances ont des formes très variées qui dépendent des conditions aérologiques du moment. En milieu de matinée, les ascendances thermiques diurnes ont généralement la forme de bulles d'air isolées ayant la structure d'un tore,.
Plus tard dans la journée, les bulles isolées se muent en colonnes continues d'air chaud. Ces colonnes ne sont pas nécessairement circulaires. Par vent fort, les ascendances peuvent être allongées dans la direction du vent et être étroites dans la direction opposée.
De plus, le long d'une pente exposée à l'ouest se produiront l'après midi des vents anabatiques tout le long de la pente (phénomènes de brises). Ces ascendances peuvent être confondues avec des ascendances orographiques. Elles seront particulièrement mises en valeur en présence d'un vent synoptique d'ouest même faible.

### Matérialisation des ascendances
On peut considérer qu'une parcelle d'air chaud qui s'élève ne se mélange pas avec l'air extérieur et donc son taux de vapeur d'eau reste constant. En s'élevant, la parcelle d'air se détend adiabatiquement et donc se refroidit suivant l'adiabatique sèche (9,75 ⁰C/km). À partir d'une certaine altitude, la parcelle sera saturée en vapeur d'eau et un cumulus se formera. Il est à noter que lorsque la couche d'inversion est basse ou que la différence entre point de rosée et température est trop importante aucun nuage ne se formera et l'on parlera alors de thermiques purs. En cas de vents forts, les ascendances peuvent s'aligner et pourront être matérialisées par des rues de nuages. Ces rues de nuages se formeront en général lorsqu'il existe une couche d'inversion au-dessus de la zone convective et lorsque la vitesse du vent augmente avec l'altitude pour atteindre un maximum juste au-dessous de la couche d'inversion,.

## Modèle simplifié des ascendances thermiques
Dans la boîte déroulante qui suit, un modèle numérique des ascendances thermiques est exposé qui confirme plusieurs règles empiriques. Ainsi, il est dit que la distance entre 2 thermiques exploitables est égale à 2,5 à 3 fois la hauteur de la colonne ascendante, et qu'une ascendance de n nœuds va atteindre l'altitude de n × 1000 pieds,
,. Sachant qu'1 nœud est approximativement égal à 100 pieds par minute, le temps nécessaire T pour atteindre le sommet de l'ascendance est donc
{\displaystyle T={H \over W}={n\times 1000\ {\rm {pieds}} \over n\times 100\ {\rm {pieds\ par\ minute}}}=10\ {\rm {minutes}}}
où H est la hauteur de l'ascendance et W est la vitesse verticale du courant ascendant.
Une étude faite sur les vols effectués en 2007 lors de la Compétition Lilienthal a montré que les pilotes de planeur atteignaient le sommet des ascendances en 700 secondes.
En tenant compte du temps passé à centrer l'ascendance, cette dernière étude corrobore la formule empirique plus haut qui exprime que le temps passé à atteindre le sommet de l'ascendance est de 10 minutes soient 600 secondes. Garrat quant à lui a estimé qu'une ascendance thermique va atteindre son sommet en 500 secondes.

## Vol à voile
Les ascendances thermiques sont communément utilisées par les pilotes de planeur, d'aile volante ou de parapente. Vu que la vitesse de chute d'un planeur est de 1 m/s ou moins et que ces ascendances sont de l'ordre de plusieurs mètres par seconde, un planeur peut donc spiraler dans cette colonne et gagner de l'altitude.

### Indice thermique
L'indice thermique (TI) est une ancienne notion (désormais à peu près abandonnée) autrefois reprise par la Federal Aviation Administration qui généralisait la notion d'indice de soulèvement (LI) à n'importe quelle altitude.
La définition est la suivante : on considère un radiosondage matinal et étant donné la température au sol à un moment donné (en général en milieu d'après-midi), l'indice thermique est la différence de température entre le sondage matinal et la température de la parcelle d'air en ascension adiabatique en ce moment-là à une altitude donnée, le plus souvent 850 hPa. C'est donc une estimation de l'instabilité latente. Cette définition suppose que la masse d'air est barotrope durant la période, ce qui est souvent incorrect en cas d'advection d'air froid dans un ciel de traîne.
Il était dit qu'un TI de -8 à -10 K engendrerait d'excellentes conditions aérologiques de vol à voile. Or, l'indice ne tient par compte de l'humidité contenue dans l'air et un indice de soulèvement du même ordre dans une masse d'air humide indique la possibilité d'orages extrêmement violents, un danger mortel pour un pilote ne maîtrisant pas la différence entre TI et LI. C'est pourquoi la relation empirique qui dit 1 nœud de vitesse verticale par 1000 pieds de hauteur est aujourd'hui préférée pour calculer la force des ascendances et la notion mal définie d'indice thermique (non reconnue par l'Organisation météorologique mondiale et l'American Meteorological Society) a été abandonnée par la Federal Aviation Administration.
On remarquera qu'en général, la température potentielle dans la couche convective n'est inférieure que de 2 kelvins environ à la température au niveau du sol,.

### Efficacité des différents types de planeur
Soit {\displaystyle \theta } l'angle d'inclinaison du planeur dans le virage, v sa vitesse horizontale. Le rayon de la spirale sera :
{\displaystyle r={v^{2} \over g\tan \theta }}
où {\displaystyle g\approx 10m/s^{2}} est l'accélération de la pesanteur.
L'US Navy affirme qu'à 30 000 pieds d'altitude, le rayon du virage donné en pieds et la vitesse exprimée en nœuds est le suivant :
{\displaystyle R={V^{2} \over 11.26\ \tan \theta }}
Cette formule empirique est cohérente avec la formule supra.
On rappelle que 1 nœud est égal à 0,514 444... m/s. Basé sur cette formule, Bernard Eckey donne la valeurs suivante
pour un planeur volant à 40 nœuds (20,55 m/s) incliné à 45 degrés. Il effectuera un cercle de rayon
{\displaystyle r={40^{2}\times 0.514^{2} \over 9.81\times \tan \left({\pi  \over 4}\right)}=43} mètres.
Une « grande plume » (planeur de classe libre) devra voler à 100 km/h soit environ à 30 m/s. Son rayon deviendra
{\displaystyle r={30^{2} \over 10\times \tan \left({\pi  \over 4}\right)}=90} mètres.
Si le pilote de la grande plume incline son planeur à seulement 30 degrés, son rayon deviendra
{\displaystyle r={30^{2} \over 10\times \tan \left({\pi  \over 6}\right)}=156} mètres.
On remarque que {\displaystyle \tan \left({\pi  \over 4}\right)=1} et {\displaystyle \tan \left({\pi  \over 6}\right)={1 \over {\sqrt {3}}}}.
On considère maintenant un pilote débutant incapable de spiraler à plus de 15 degrés. On a {\displaystyle \tan \left({\pi  \over 12}\right)=2-{\sqrt {3}}\approx 0.268}. On remarque que {\displaystyle {\pi  \over 12}\approx 0.261800} et donc {\displaystyle \tan \left({\pi  \over 12}\right)\approx {\pi  \over 12}}. S'il vole à 40 nœuds, son rayon sera :
{\displaystyle r={40^{2}\times 0.514^{2} \over 9.81\times \tan \left({\pi  \over 12}\right)}=160} mètres.
Plus généralement lorsque l'angle d'inclinaison exprimé en radians est petit, l'on a :
{\displaystyle r\simeq {v^{2} \over g\theta }}
Comme il est vu dans la boîte déroulante, le rayon des ascendances est de l'ordre de 70 mètres. En pratique, le diamètre des ascendances varie entre 150 mètres et 300 mètres.
Par conséquent, une « grande plume » aura beaucoup plus de mal à spiraler dans les ascendances et même dans certains cas, un planeur modeste sera capable de grimper efficacement tandis que la « grande plume » ne pouvant pas centrer le même thermique pourra finir dans un champ « aux vaches ».
De la même manière un pilote débutant sera incapable de se maintenir en l'air à cause du diamètre de la spirale étant beaucoup trop grand.

### Durée d'un tour complet
Soit T la durée d'un tour complet. On a :
{\displaystyle T={2\pi v \over g\tan \theta }}
On considère maintenant, un planeur volant à 25 m/s à 45 degrés. On a alors :
{\displaystyle T={2\pi \times 25 \over 9.81\times 1}\approx 16} secondes.
Si l'angle n'est que de 30 degrés et le planeur vole à 20 m/s, alors
{\displaystyle T={2\pi \times 20 \over 9.81\times 1/{\sqrt {3}}}\approx 22} secondes.
Donc, on peut facilement estimer si le planeur est suffisamment incliné en mesurant le temps parcouru pour effectuer une rotation. Il devrait être de l'ordre de 20 s.
Réciproquement, si l'on connaît la vitesse air et le temps parcouru pour effectuer un tour complet, l'on a :
{\displaystyle \tan \theta ={2\pi v \over gT}}
Pour un pilote débutant, l'on aura une bonne approximation de l'angle en degrés selon la formule suivante :
{\displaystyle \alpha _{deg}={180\times \theta  \over \pi }={360\times v \over gT}}
Ainsi, pour un pilote volant à 20 m/s et effectuant une spirale en 60 secondes, l'angle d'inclinaison sera :
{\displaystyle \alpha _{deg}={360\times 20 \over 10\times 60}=12} degrés.
Le rayon sera alors de 195 mètres, soit 390 mètres de diamètre.
Il est à peu près certain que ce pilote sera incapable de centrer une ascendance thermique.

### Ascendance à source fixe
On va calculer le déport d'un planeur spiralant dans une ascendance fixe. Il est recommandé de voler en ligne droite pendant quelques secondes face au vent pour recentrer l'ascendance. On considère une ascendance engendrée par une source fixe comme une tour de refroidissement de centrale nucléaire ou un feu de forêt. La partie ascendante d'un rotor peut aussi être assimilée à une ascendance à source fixe car la position du rotor est approximativement stationnaire. On suppose qu'à l'origine le planeur avait centré l'ascendance. On va calculer de combien il va être décentré après un tour de spirale. Soit c la vitesse de chute du planeur.On suppose que la vitesse de l'ascendance est w et que la vitesse du vent est u. On suppose que le planeur complète un tour de spirale pendant le temps T. Pour recentrer l'ascendance, le temps de correction en vent de face est
{\displaystyle H={cTu \over w(b-u)+(w-c)u}}
En application numérique, on considère un deltaplane volant à 23 nœuds, dans une ascendance fixe de 5 nœuds avec un vent de 10 nœuds. On suppose que la vitesse de chute est de 2 nœuds. On suppose que l'aéronef complète la spirale en 20 secondes. On obtient alors :
{\displaystyle H={2\times 10\times 20 \over 5\times (23-10)+(5-2)\times 10}=4.2\ s}

### Thermiques et nuages convectifs

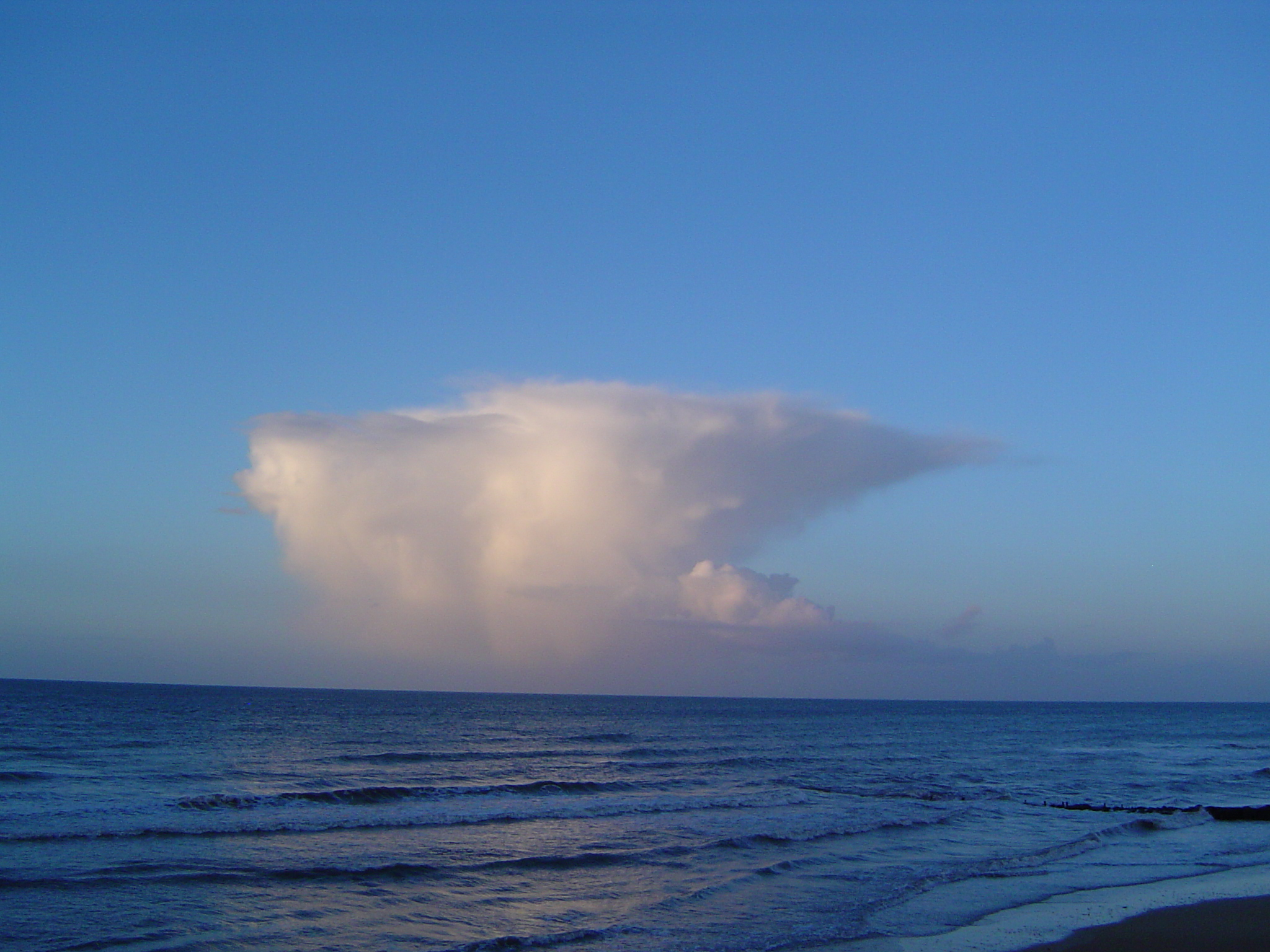
Nuage d'orage formé par ascendance thermodynamique.

Les bulles de convection sont bien connues des pilotes de planeurs et des oiseaux qui les utilisent pour soutenir leur vol. Si elles sont dues au réchauffement diurnes de la surface, elles sont alors nommées « thermiques ». Lorsque l'utilisateur trouve un thermique, souvent repérable par la présence d'un cumulus, il se met à décrire des spirales et tente de trouver la meilleure zone de montée. Celle-ci l'élèvera jusqu'à ce qu'il rencontre la base des nuages. Par contre, elles peuvent aussi être basées en altitude et être seulement le fait de l'instabilité de l'environnement. Elle se repère alors par la présence de tourelles au sommet de nuages stratiformes de l'étage inférieur à la couche instable. 
Les bulles de convection peuvent être bénignes ou très puissantes. Le second cas est souvent associée avec les cumulonimbus où le mouvement ascendant est de deux types : thermique et mécanique. Les formules dans la boîte déroulante ne sont applicables que pour la partie thermique de ce mouvement. Elles ignorent les différences de pression en fonction de l'altitude, dues à la différence de pression entre une basse pression en altitude et une haute pression au sol, qui va aspirer l'air à l'instar d'un aspirateur à l'intérieur du nuage. Il peut donc y avoir une vitesse ascensionnelle non nulle localement près ou dans un orage même si la poussée d'Archimède y est négative et donne une ascendante thermique négative selon la formule. 
Les cumulonimbus développent beaucoup d'énergie et sont généralement dangereux pour la pratique aérienne. Il est donc fortement recommandé d'éviter ces nuages sauf dans des cas limités. En outre, la partie supérieure d'un cumulonimbus est constituée de cristaux de glace ce qui différencie ces nuages des gros cumulus. En effet, le second changement de phase de l'état liquide à l'état solide engendre une production supplémentaire d'énergie qui rend ces nuages encore plus violents. On remarquera que même les cumulus congestus peuvent être dangereux et engendrer des tornades.
La hauteur h, exprimée en mètres, de la base des cumulus dépend de la différence entre la température et le point de rosée. Une formule approchée pour calculer la base d'un cumulus est la suivante :
{\displaystyle h=125\times (T-D)}
où T est la température en K (ou ⁰C) et D est le point de rosée exprimé en K (ou ⁰C).
Ainsi, une différence de 12 K entre T et D engendrera une base de cumulus à 1 500 m. Cependant, cette formule n'est pas valable lorsque l'ascendance thermique se produit le long d'une montagne exposée au soleil. L'air ascendant va lécher la pente qui est encore chaude. Cette masse d'air va donc se refroidir à un taux inférieur à l'adiabatique sèche et par conséquent, l'ascendance sera plus vigoureuse et la base du nuage associé sera plus élevée.

### Localisation des ascendances
Les ascendances tendent à se former aux points les plus chauds en surface. Ainsi, une falaise verticale orientée face au soleil va être plus chaude que la surface environnante et sera donc une source fiable d'ascendances. De même les centres-villes ou gros villages étant des îlots de chaleur urbaine seront des sources d'ascendances. Il en sera de même lorsqu'un lotissement est situé à proximité d'un étang artificiel ; ceci est dû au gradient de température entre l'air au-dessus de l'eau et l'air au-dessus des maisons réchauffé par les climatiseurs. Les grands espaces de stationnement des centres commerciaux ainsi que les zones industrielles sont aussi de bonnes sources d'ascendance,.
Ainsi, des pilotes de parapente ont réussi à remonter après avoir été en approche finale d'un parcage d'hypermarché.
On notera aussi que les gros élevages de poules industriels
sont aussi connus pour être des sources fiables d'ascendances dues à la chaleur infernale qui règne à l'intérieur de ces bâtiments où plusieurs dizaines de milliers de poules sont enfermées. Ainsi, les pilotes de planeur, de deltaplane ou de parapente se dirigeront en priorité vers tous ces endroits.

## Autre effet
Ces bulles de convection forment une petite zone où l'air est plus chaud que l'environnement et dont la densité est donc différente ce qui donne une réfraction des ondes sonores et électromagnétiques qui la traversent, causant des artefacts. La déviation des signaux sonores et électromagnétiques lors du passage dans ces bulles est la cause de nombreuses illusions, des mirages localisés. Ils sont ainsi présentés par Donald Menzel comme explication de nombreux cas ovnis, ce phénomène étant généralement mal connu des ufologues. Ce phénomène a été repris par Auguste Meessen comme explication de certains faux échos radar (échos parasites) lors de la vague belge d'ovnis,.